# Isola Sant'Antonio
Isola Sant'Antonio é uma comuna italiana da região do Piemonte, província de Alexandria, com cerca de 766 habitantes. Estende-se por uma área de 23,91 km², tendo uma densidade populacional de 32 hab/km². Faz fronteira com Alluvioni Cambiò, Alzano Scrivia, Bassignana, Casei Gerola (PV), Castelnuovo Scrivia, Cornale (PV), Gambarana (PV), Guazzora, Mezzana Bigli (PV), Molino dei Torti, Pieve del Cairo (PV), Sale.

## Demografia
| Variação demográfica do município entre 1861 e 2011                               |
|                                                                                   |
| Fonte: Istituto Nazionale di Statistica (ISTAT) - Elaboração gráfica da Wikipedia |